# Церковная улица (Пушкин)
Церко́вная улица — улица в городе Пушкине (Пушкинский район Санкт-Петербурга). Проходит от Средней улицы до Ленинградской улицы.
Название Церковная улица известно с 1810-х годов. Связано оно с тем, что улица начинается от Знаменской церкви.
Первоначально улица проходила от Средней улицы до Октябрьского бульвара. В начале XX века её продлили почти до трассы нынешней Ленинградской улицы.
20 апреля 1918 года улица становится Социалисти́ческой, 4 сентября 1919 года — Пролета́рской. Оба топонимы идеологизированы. Историческое название — Церковная улица — вернули 7 июля 1993 года.
Дом 7 по Церковной улице — памятник архитектуры. Двухэтажный дом построили для Царскосельского дворцового правления в 1820-х годах. Автором проекта, как предполагают исследователи, был архитектор В. П. Стасов. Он не раз горел, а в 2015 году его предполагается снести, а затем воссоздать.

## Перекрёстки
- Средняя улица
- Малая улица
- Московская улица
- Пушкинская улица
- Магазейная улица
- Октябрьский бульвар
- Ляминский переулок
- Новая улица
- Гражданская улица
- Ленинградская улица

## Здания и сооружения
По нечётной стороне

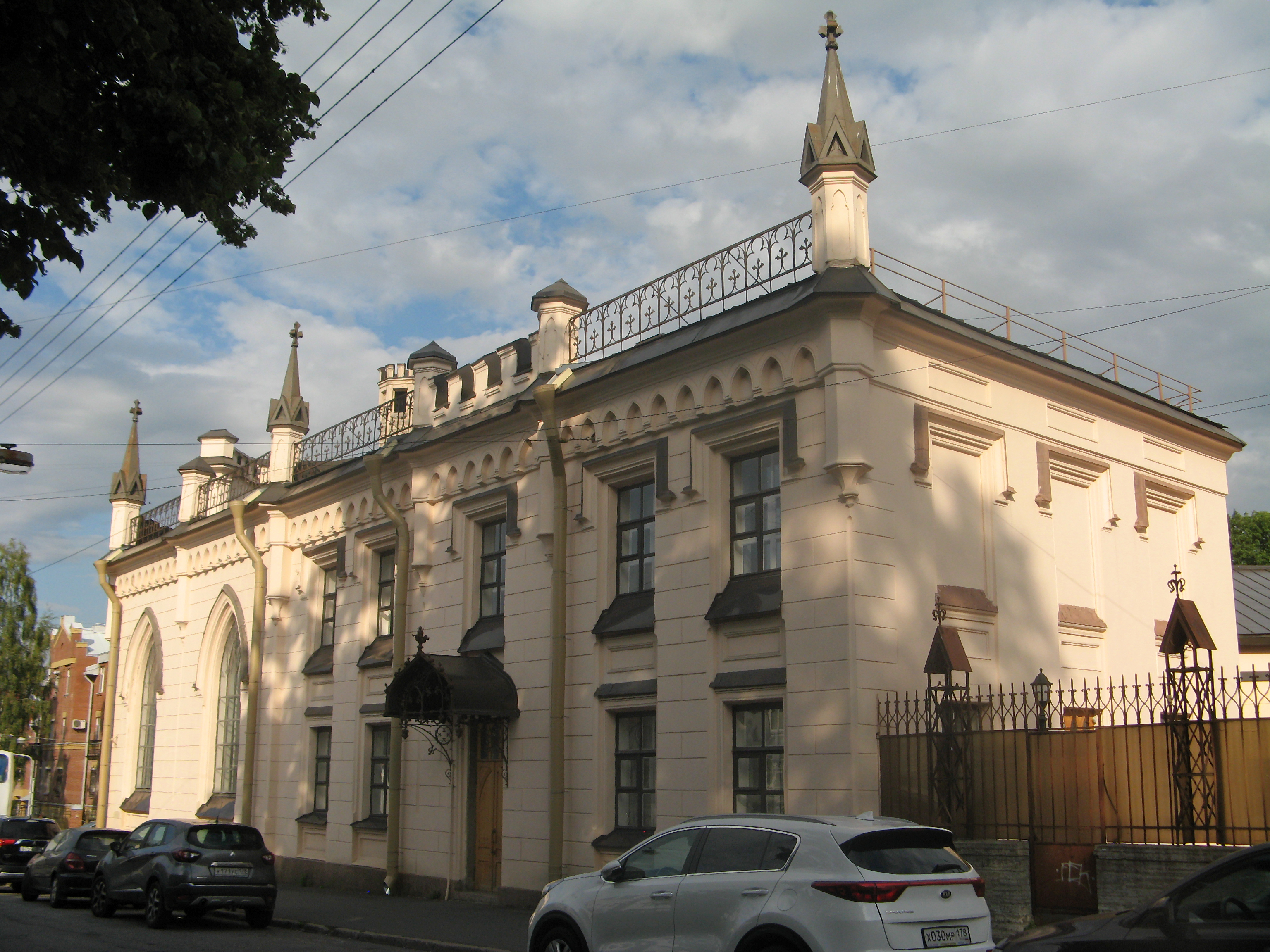
Здание Дворцовой электростанции

- № 1/6 — жилой дом Дворцового ведомства
- № 3 — Дворцовая электростанция
- № 7 — новодельное здание на месте дома Монигетти
- № 13/8 — дом Мясникова
- № 17/7 — жилой дом Царскосельского дворцового правления

По чётной стороне
- № 6 — дом Вуича
- № 12/9 — дом И. Г. Малышева
- № 14/6 — дом А. Д. Сафонова, ныне школа № 606
- № 18/5 — почтово-телеграфная и телефонная контора, ныне Российский колледж традиционной культуры
- № 24, 28/7 — городская усадьба М. Беломоина
- № 30/22 — особняк Кобыльской-Власьевой